# Созановський Сергій Леонідович
Созановський Сергій Леонідович (26 січня 1967, Львів) — український телевізійний менеджер, підприємець адвокат.

## Життєпис
Народився 26 січня 1967 року у Львові.
У 1991 році закінчив Київський державний університет (юридичний факультет).
Один з засновників адвокатської контори «Коннов і Созановський», старший партнер.
Відзначений в рейтингу «100 рекомендованих юристів» вид-ва «Юридична практика».
Член Міжнародної асоціації юристів (IBA), Асоціації правників України (АПУ).
У 1997—2005 роках входив до правління АТЗТ «Українська незалежна ТВ-корпорація» (телеканал «Інтер»). У серпні 2005 року залишив канал, зосередившись на роботі в адвокатській компанії і власній продакшн-компанії «Film-UA».
З грудня 2006 до вересня 2010 року — голова правління телеканалу «Інтер».
З 14 листопада 2023 року — член наглядової ради телеканалу «Інтер».
2010 «Телетріумф»  – Свати (телесеріал) – Продюсер

## Список приміток
1. ↑  Оголошено переможців премії «Телетріумф» (УТОЧНЕНО). detector.media (укр.). 14 жовтня 2010. Процитовано 5 червня 2025.